# Трудовые армии 1942—1946 годов
Трудовы́е а́рмии 1942—1946 годо́в — система принудительной трудовой повинности населения СССР, призываемого в организованные по военному образцу трудовые организации во время Великой Отечественной войны.

## История
Временные трудовые коллективы были созданы в годы Великой Отечественной войны в виде рабочих батальонов, включённых в систему НКВД СССР, а затем МВД СССР. Отдельные трудовые коллективы продолжали существовать и в послевоенное время.
Термин «Трудовая армия» не упоминается в советских документах времён Великой Отечественной войны. Трудовая политика советского государства военного времени связывалась с терминами «трудовая повинность», «трудовое законодательство», «трудовые резервы».
Доктор исторических наук, профессор, один из основателей Международной ассоциации исследователей истории и культуры российских немцев Аркадий Герман так описывает появление данного термина:

Сам термин «Трудовая армия» был заимствован у реально существовавших в годы гражданской войны трудовых армий («революционных армий труда»). Ни в одном официальном документе военных лет, служебной переписке, отчётах государственных и хозяйственных органов он не встречается. Трудармейцами стали называть сами себя те, кто был мобилизован и призван военкоматами выполнять принудительную трудовую повинность в составе рабочих отрядов и колонн со строгой централизованной армейской структурой, кто проживал на казарменном положении при лагерях НКВД или на предприятиях и стройках других наркоматов в огороженных и охраняемых «зонах» с воинским внутренним распорядком. Называя себя трудармейцами, эти люди тем самым хотели хоть как-то повысить свой социальный статус, от уровня заключённых до рядовых граждан. Официальные власти, тем самым дали им такую возможность.— 8.4. «Трудовая армия»

## Мобилизация

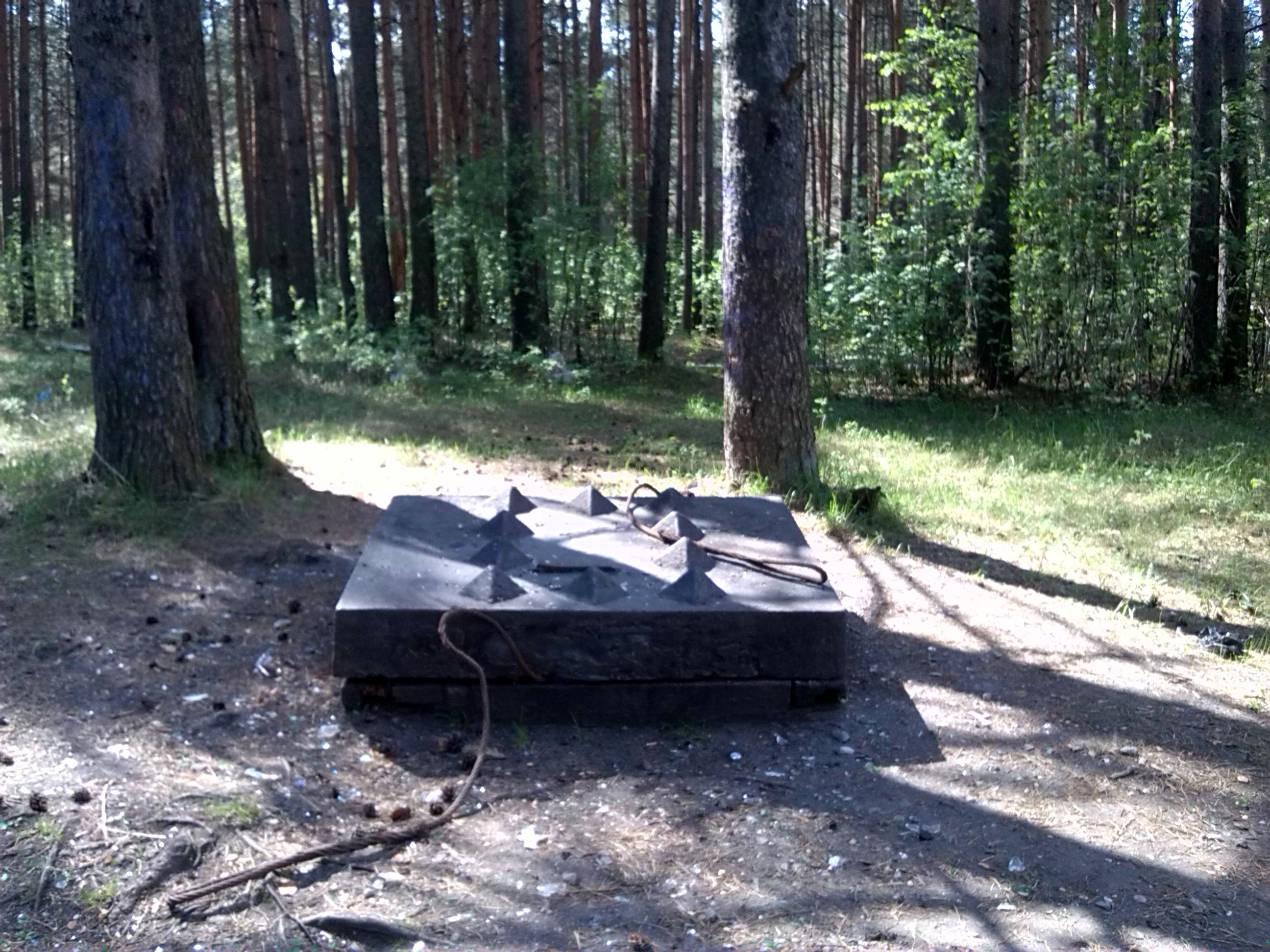
Памятная плита на месте захоронения спецконтингента в Комсомольском парке Карпинска (Богословска)

Подвергались принудительному трудоустройству в основном иностранные граждане, которые были этническими немцами, финнами, румынами, венграми, итальянцами. Однако, были и советские граждане-уголовники: русские, украинцы, эстонцы, латыши, литовцы. Позже этой мобилизации подверглись корейцы, белорусы, калмыки, башкиры, татары и представители других наций и народностей. Советские этнические немцы во время Великой Отечественной войны считались особенно неблагонадёжными. Именно поэтому они составили основную часть мобилизованных в «трудармии». Принудительной мобилизации в «трудовые батальоны» призывались также этнические русские, украинцы и белорусы, в основном подростки, длительное время проживавшие на оккупированных Рейхом территориях СССР. Они также считались "неблагонадёжными'.
Мобилизованные не считались свободными людьми. Контроль за мобилизацией и содержание мобилизованных возлагались на НКВД СССР. Далее они эшелонами направлялись на добычу полезных ископаемых, лесозаготовки и строительство, в том числе и сверхсекретных ядерных объектов с добычей ртути и на урановые рудники.
Режим «трудармейцев» в рабочих колоннах, дислоцированных на строительстве НКВД и в ИТЛ, был более жёстким, чем в рабочих колоннах, размещённых в особых «зонах». Выход из зоны разрешался только по пропускам или в строю. На работу шли строем под командой начальника колонны или другого командира. Все нарушения фиксировались в личных делах «трудармейцев», которые заводились в момент их поступления в лагерь. Дезертирство и отказ от выхода на работу рассматривались на Особом Совещании НКВД СССР с применением разных санкций, вплоть до высшей меры наказания — расстрела.
Постановление ГКО СССР № 1123сс от 10 января 1942 года обязывало НКО принудительно трудоустроить на лесозаготовки, а также на объекты промышленности и железнодорожного строительства порядка 120 тысяч немцев-мужчин в возрасте от 17 до 50 лет из числа выселенных в Новосибирскую и Омскую области, Красноярский и Алтайский края и Казахскую ССР. Постановление ГКО СССР № 1281сс от 14 февраля 1942 года значительно расширило список территорий, с которых немцы подлежали мобилизации. Наконец, постановлением ГКО № 2383сс от 7 октября 1942 года мобилизация была распространена и на немцев в возрасте от 15 до 16 и от 51 до 55 лет, также этим постановлением мобилизовывались и все женщины-немки в возрасте от 16 до 45 лет (кроме беременных и имеющих детей в возрасте до 3 лет).
Например, во время войны Североуральский бокситовый рудник как единственная база добычи бокситов в СССР был причислен к предприятиям оборонного значения. На руднике трудились советские немцы из Богословлага НКВД СССР, дислоцировавшиеся на станции Бокситы железной дороги имени Кагановича.
Всего с 1941 по 1945 год в Богословлаге побывало 70 610 человек спецконтингента, из них 20 711 составляли советские немцы. Мобилизованных немцев из южных районов Украины, Северного Кавказа и др. районов страны привезли 21 сентября 1941 года. В феврале 1942 года произошло второе поступление «трудармейцев» из Омской области (11 342 человека). Национальный состав лагеря — 98,9 % российские немцы, родившиеся в Поволжье и Волго-Вятском районе, уроженцы Украины, Молдавии и Крыма. Женщины составляли 0,5 % контингента (110 человек). Мобилизованные Богословлага были объединены в пяти стройотрядах.
С 1942 по 1947 год в Богословске была организована лагерная зона для российских немцев, мобилизованных для работ в угольной промышленности. В лагере было 16 бараков, в каждом по 25 комнат с нарами в три этажа на 18 человек. Территория лагеря была обнесена колючей проволокой, по углам находились 4 вышки с вооруженными охранниками. В лагере размещалось более 7000 человек в возрасте от 14 до 65 лет.
Фактически Краснотурьинск и Богословский алюминиевый завод были созданы руками кулаков и этнических немцев Поволжья, мобилизованных во время войны в трудовую армию. В силу обстоятельств и трудоёмкости постройки, нередко происходили несчастные случаи со смертельным исходом: из пятнадцати тысяч немецких «трудармейцев» по самым максимальным оценкам погибли около 20 %. В городе на берегу Краснотурьинского водохранилища установлен памятник погибшим на строительстве этническим немцам.
Также в «трудармию» направлялись освобожденные советские военнопленные и остарбайтеры призывного возраста, признанные годными к военной службе и подлежащие мобилизации в Красную Армию (те, кто прошёл спецпроверку и не был уличён в связях с врагом).
Кроме того, к «трудармии» в равной степени можно отнести отдельные рабочие батальоны из военнопленных стран «оси» и интернированных лиц, формировавшиеся в последние дни войны и в послевоенный период, и работавшие на различных предприятиях оборонной и сырьевой промышленности СССР.

## Демобилизация
«Трудармия» была расформирована в 1947 году. Этническим немцам разрешалось вернуться в места выселения: Урал, Сибирь, Казахстан, где находились их родственники. Согласно Указу Президиума Верховного Совета СССР № 133/12 д. № 111/45 от 26 ноября 1948 года все выселенные в годы ВОВ  чеченцы, карачаевцы, ингуши, балкарцы, калмыки, немцы, крымские татары и др. были приговорены к переселению навечно, без права возврата их к прежним местам жительства, а  за побег с мест обязательного поселения назначалось наказание в виде 20-летней каторги.
К 1 января 1953 года спецпоселенцами являлись более 1 млн 200 тысяч советских немцев. До 1956 года в местах своего проживания их подавляющее большинство вынуждено было отмечаться ежемесячно в комендатуре. Исключением из этого являлись в основном немцы, проживавшие до 1941 года в азиатской части СССР (кроме Закавказья) и не подвергавшиеся выселению.

## Этапы формирования трудовых коллективов
- Первый этап — с сентября 1941 по январь 1942 года. В это время на основании постановления Политбюро ЦК ВКП(б) от 31 августа 1941 г. «О немцах, проживающих на территории Украинской ССР» в республике происходит трудовая мобилизация мужчин-немцев призывного возраста.
- Второй этап — с января по октябрь 1942 года. На этом этапе происходил массовый призыв в рабочие отряды и колонны немцев-мужчин от 17 до 50 лет, первоначально тех, кто подвергся переселению, а затем и постоянно проживающих в восточных районах страны.
- Третий этап — с октября 1942 по декабрь 1943 года — массовая мобилизация советских немцев, к которой привлекались не только мужчины, но и женщины-немки.
- Четвёртый этап — с января 1944 года основной массе «трудармейцев» были облегчены условия пребывания и работы, происходит частичная ликвидация рабочих отрядов и колонн. С 1945 года начинается пополнение рабочих батальонов за счёт прибытия в СССР из Германии либо оккупированных ею стран советских граждан (военнопленных и остарбайтеров), освобождённых из немецкого плена Красной Армией или союзниками по Антигитлеровской коалиции, и репатриированных назад на Родину[15][19]. Кроме того, в соответствии с постановлением ГКО № 7161сс от 16.12.44, были мобилизованы и интернированы с направлением для работ в СССР все трудоспособные немцы в возрасте — мужчины от 17 до 45 лет, женщины от 18 до 30 лет, находящиеся на освобожденной Красной Армией территории Румынии, Югославии, Венгрии, Болгарии и Чехословакии. Все мобилизованные немцы были направлены на работы по восстановлению угольной промышленности Донбасса и чёрной металлургии Юга. Из прибывших на место работы немцев формировались рабочие батальоны по 1000 человек в каждом. 3 февраля 1945 года вышло распоряжение ГКО № 7467сс, в соответствии с которым, на территории 1-го Белорусского, 2-го Белорусского, 3-го Белорусского и 1-го Украинского фронтов, были мобилизованы все годные к физическому труду и способные носить оружие немцы — мужчины в возрасте от 17 до 50 лет. Указанные мобилизованные находились в распоряжении НКВД СССР и направлялись в наркоматы и на предприятия, нуждающимся в рабочей силе и имеющим возможность обеспечить прием, размещение и их трудовое использование[20]. Труд мобилизованных российских немцев использовался вплоть до декабря 1955 года(к примеру на строительстве секретных объектов в г. Кыштым, Озёрск, Глазов и т.д)[17].

## Память
- Памятник советским немцам-трудармейцам отряда 18-74 Тагиллага (1990, Нижний Тагил)
- Памятник трудармейцам Богословлага (1995, Краснотурьинск)[21]
- Мемориальный комплекс трудармейцам — жертвам политических репрессий (2004, Челябинск)[22]

## Современность
В СССР и в Российской Федерации граждане, работавшие в «трудовых батальонах», считаются ветеранами Великой Отечественной войны, а точнее — участниками трудового фронта (лицами, проработавшими в тылу в период с 22 июня 1941 года по 9 мая 1945 года не менее шести месяцев, исключая период работы на временно оккупированных территориях СССР, либо награжденными орденами и медалями СССР за самоотверженный труд в период Великой Отечественной войны). Они пользуются такими же льготами, как и граждане, трудившиеся в годы ВОВ в родных колхозах, не относясь к категории жертв политических репрессий.
Современная Германия производит единовременную выплату в размере 2500 евро всем трудармейцам СССР кто находился на принудительных работах в 1939—1956 годах из-за принадлежности к немецкой национальности.